# Floßdorf
Floßdorf is een plaats in de Duitse gemeente Linnich, deelstaat Noordrijn-Westfalen, en telt 442 inwoners (2005).

## Geboren
- Ed Löhrer (1853-1918), glazenier